# 世界平和統一聖殿
世界平和統一聖殿（せかいへいわとういつせいでん）は、アメリカ合衆国ニューファンドランドに本部を置く宗教団体である。サンクチュアリ教会、鉄の杖ミニストリーともよばれる。2015年1月設立。日本本部は群馬県高崎市金古町1500-3に置いている。

## 概要
2015年に世界平和統一家庭連合から分かれる形で、文鮮明と韓鶴子の7男の文亨進によって設立された。日本各地にも拠点を有する。日本では宗教法人ではなく一般社団法人として登録されている。登録名は「日本サンクチュアリ協会」。
指導者は文亨進だが、教祖を文鮮明としている。ヨハネの黙示録（12章5節）に登場する「鉄の杖」は銃を意味するとして、M16自動小銃の所有を重視する。銃製造メーカーのカーアームズ社の経営者文國進 (文鮮明と韓鶴子の4男) が、文亨進を経済的に支援している。

## 政治との関わり
文亨進は有力なトランプ支持者であるとされ、2020年のアメリカ大統領選の際には、日本やアメリカでトランプ氏応援デモに参加し、2021年1月の米議会襲撃の際に、Qアノンが議会前で行った抗議集会にも参加した。

### 日本での活動
日本では安倍首相時代に官邸前で応援する街宣活動を隔週で行い、その後の自民党総裁選では、高市早苗を支持する街宣活動を行った。
2021年12月12日に、東京都内で教会関係者が「北京冬季五輪ボイコット」の集会とデモを行った際は、幸福の科学や法輪功の信者も参加し、自民党の国会議員4人（杉田水脈、三ッ林裕巳、山田宏、和田政宗）の応援メッセージが集会で読みあげられた。2022年7月の参院選公示直前には、幸福実現党と参政党を応援した。
2022年7月10日、安倍晋三元首相狙撃事件の容疑者は、サンクリチュアリ教会の信者だとする噂が出回ったが、教会は事件との関連性を否定する声明を発表した。

## 新型コロナ感染症について
2019年 - 新型コロナウイルス感染症について「中国の生物兵器（新型コロナ）にかかっても、99.7％の人は免疫力で勝つことができる」「マスクは非科学的な詐欺」「マスクを着けた者たちは政府の奴隷になる」と説いた。また、COVID-19ワクチンは「共産主義者（サタン）の陰謀で、若者たちが死んでいる」とし、その主張は神真都Qの「ワクチンの目的はディープステートなど影の権力者による人間管理と人口削減」であるとする陰謀論と同様であった。